# Cam Lộ (xã)
Cam Lộ là một xã thuộc tỉnh Quảng Trị, Việt Nam được thành lập vào 16 tháng 6 năm 2025 từ việc hợp nhất thị trấn Cam Lộ, xã Cam Thành, xã Cam Chính, xã Cam Nghĩa.

## Lịch sử
Ngày 16 tháng 6 năm 2025, Ủy ban Thường vụ Quốc hội ban hành Nghị quyết số 1680/NQ-UBTVQH15 về việc sắp xếp các đơn vị hành chính cấp xã của tỉnh Quảng Trị năm 2025. Theo đó, sắp xếp toàn bộ diện tích tự nhiên, quy mô dân số của các thị trấn Cam Lộ, xã Cam Thành, xã Cam Chính, xã Cam Nghĩa thành xã mới có tên gọi là xã Cam Lộ.

## Địa lý
Xã Cam Lộ có diện tích 11,03 km², dân số năm 2017 là 8.344 người, mật độ dân số đạt 758 người/km².

## Hành chính
Xã Cam Lộ được chia thành 9 khu phố: 1, 2, 3, 4, 5, 6, 7, 8, 9.